# Östra Kullaberg
Östra Kullaberg är ett naturreservat beläget på nordöstra delen av Kullaberg i Höganäs kommun i Skåne län.

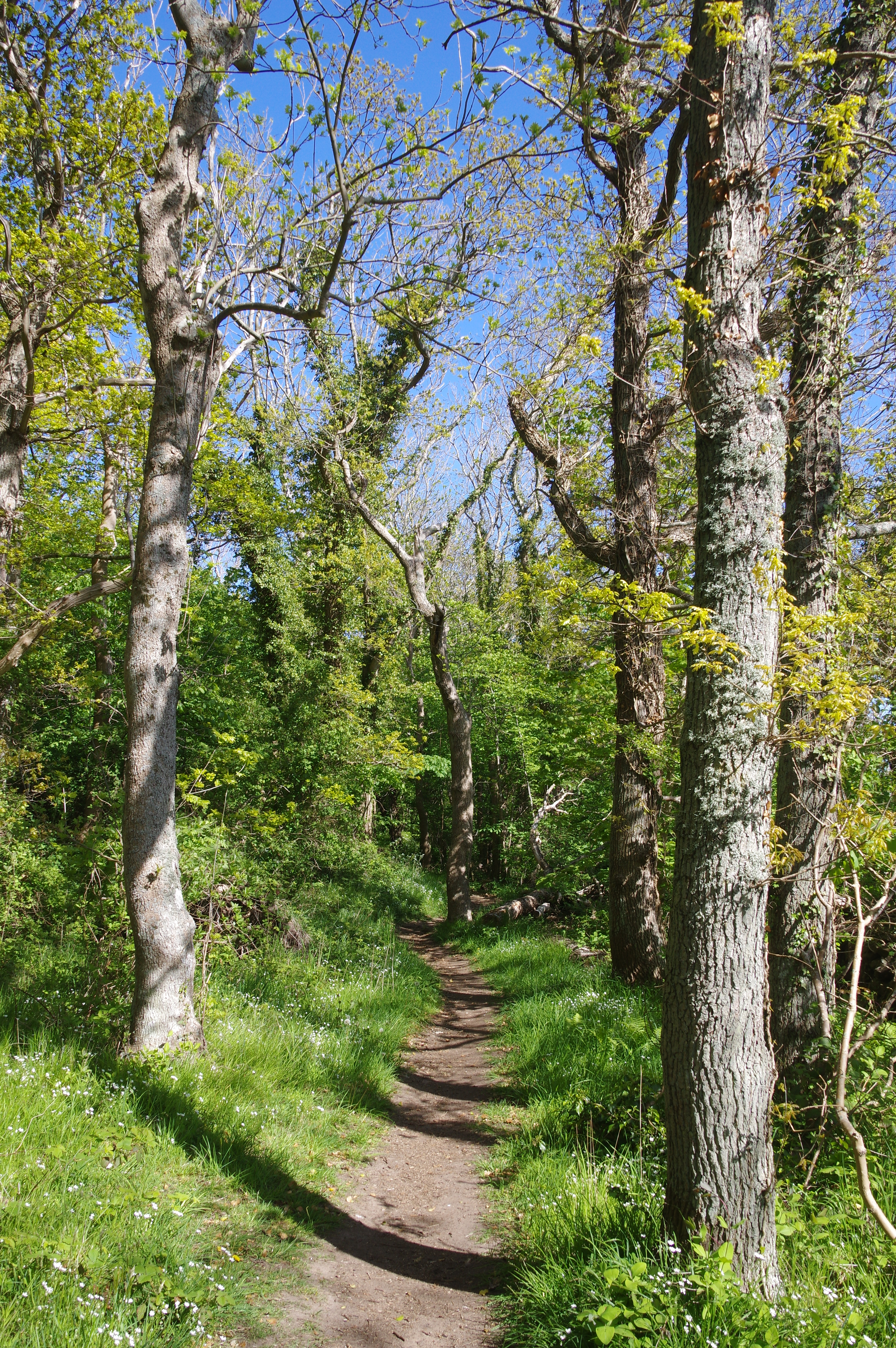
Gångstig i söder

Området är naturskyddat sedan 1965 och är 867 hektar stort. Det består av en del av Kullabergs urbergsrygg med svag vegetation men där det i mindre områden finns mer näringsrik jord och växtlighet.

## Bilder

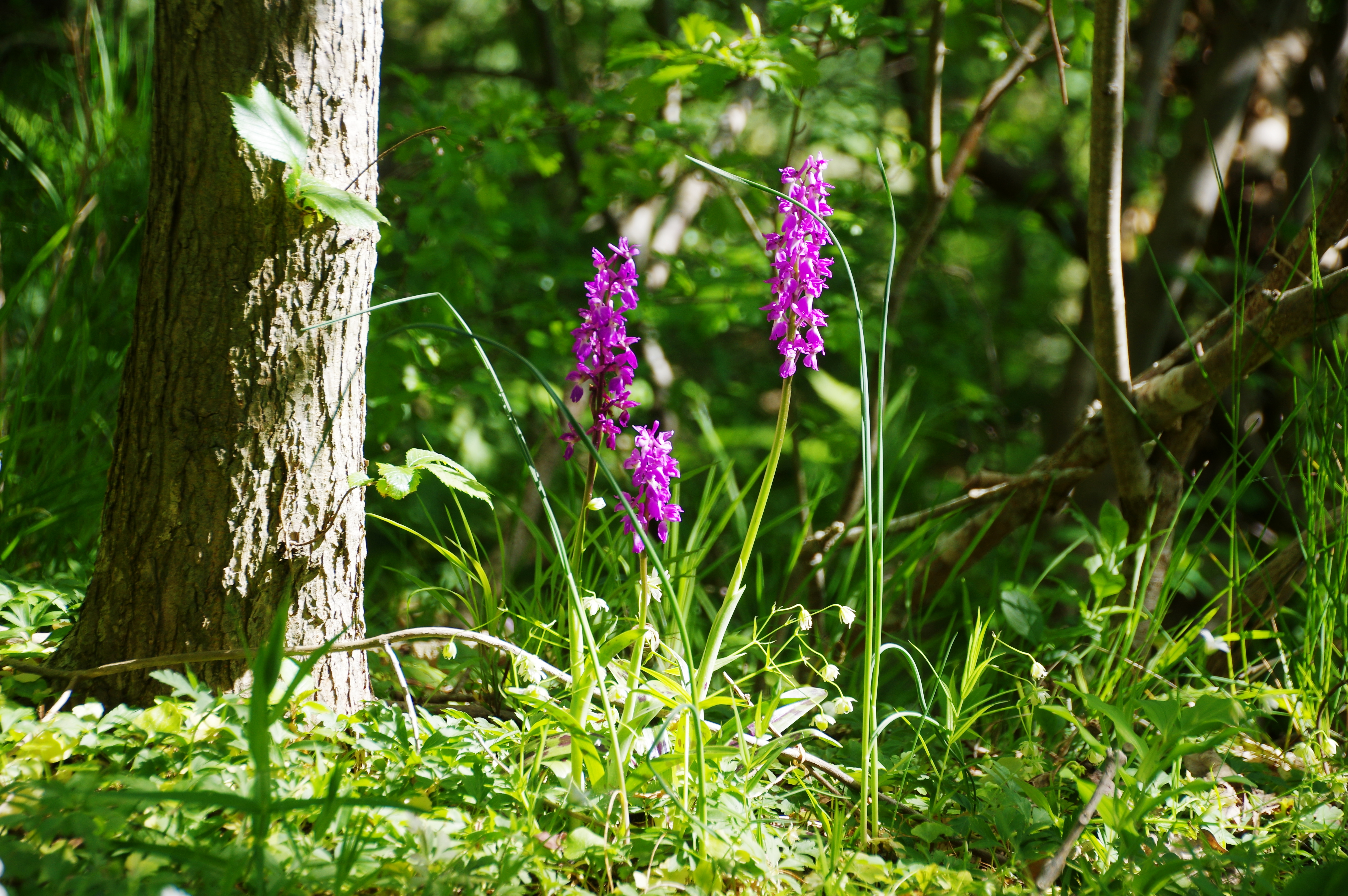
St Pers Nycklar
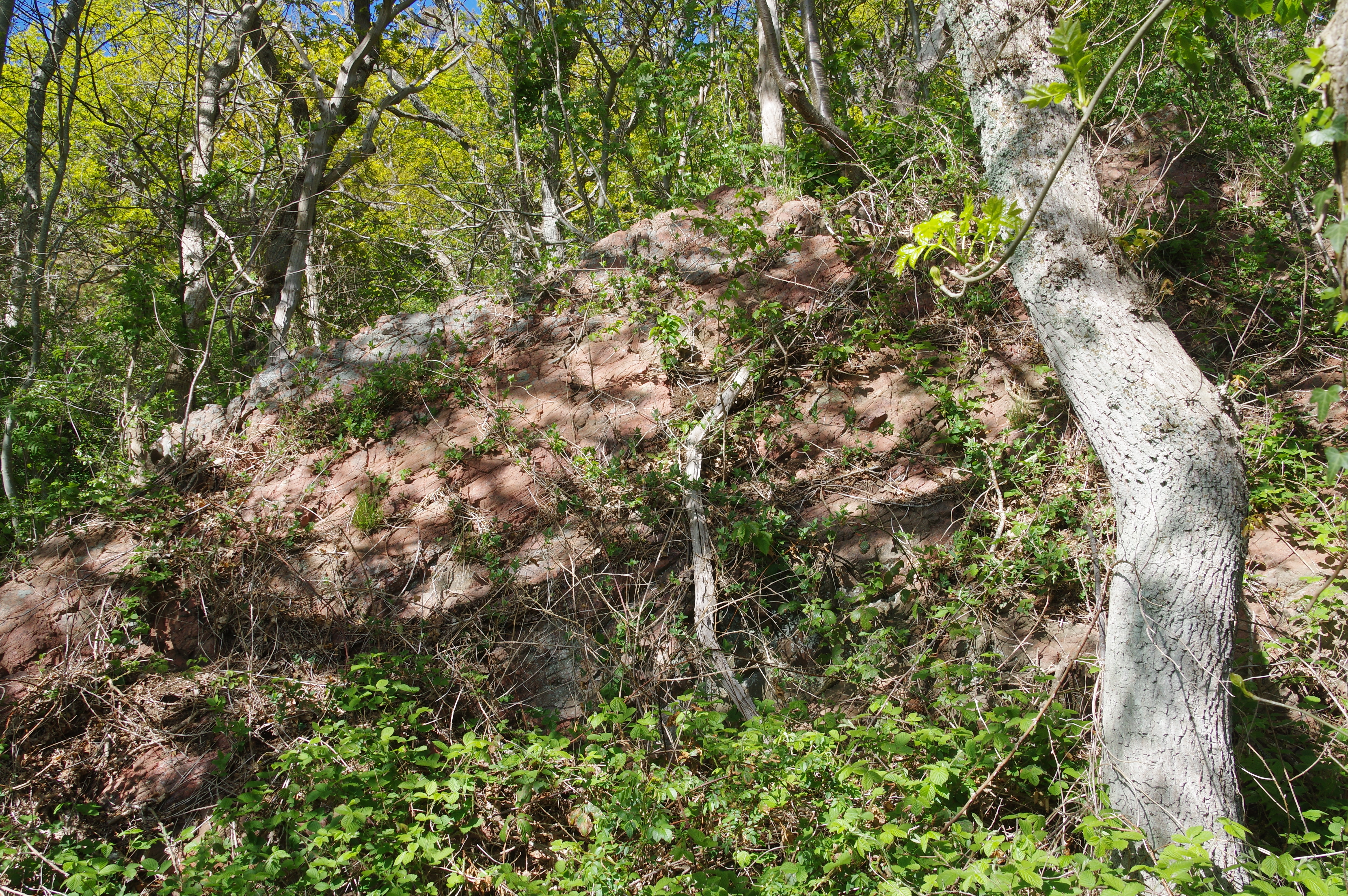
Berget går i dagen